# سده ۲۵ (میلادی)
سده ۲۵ میلادی بیست و پنجمین سده پس از میلاد در گاه‌شماری میلادی است که از ۱ ژانویه ۲۴۰۱ شروع شده و در ۳۱ دسامبر ۲۵۰۰ پایان می‌یابد.

## رخدادهای نجومی
- ۳۰ دسامبر ۲۴۱۹: در ساعت ۰۱:۳۸ به وقت هماهنگ جهانی سیارهٔ ناهید، اورانوس را می‌پوشاند.
- ۲۴۲۶: دومین گردش پلوتو در مدار ۲۴۸ سالهٔ خود به دور خورشید پایان می‌یابد. این تاریخ از سال کشف پلوتو در ۱۸ فوریه ۱۹۳۰ محاسبه شده است.
- ۲۴۵۶: مقارنه سه‌گانهٔ بهرام و برجیس با ماه
- ۲۹ اوت ۲۴۷۸: سیارهٔ بهرام، برجیس را می‌پوشاند.
- ۱۲ ژوئن ۲۴۹۰: گذر ناهید از مقابل خورشید
- ۱۰ ژوئن ۲۴۹۸: گذر دیگری از ناهید در مقابل خورشید

### فهرست گرفت‌های کلی خورشید
- ۲۰ آوریل ۲۴۱۴: خورشید گرفتگی کلی به مدت ۵ دقیقه و ۳۳ ثانیه
- ۳۰ آوریل ۲۴۳۲: خورشید گرفتگی کلی به مدت ۵ دقیقه و ۵۶ ثانیه
- ۱۲ مه ۲۴۵۰: خورشید گرفتگی کلی به مدت ۶ دقیقه و ۱۹ ثانیه
- ۲۲ مه ۲۴۶۸: خورشید گرفتگی کلی به مدت ۶ دقیقه و ۴۱ ثانیه
- ۲ ژوئن ۲۴۸۶: خورشید گرفتگی کلی به مدت ۶ دقیقه و ۵۹ ثانیه